# I-35 (sous-marin)
Le I-35 (イ-35) est un sous-marin japonais de type B1 (乙型（伊十五型)）ayant servi durant la Seconde Guerre mondiale dans la Marine impériale japonaise.
Il a opéré dans la campagne des îles Aléoutiennes et la bataille de Tarawa avant qu'il ne soit coulé en novembre 1943.

## Construction
Construit par le chantier naval Mitsubishi à Kobe au Japon, le I-35 a été mis sur cale le 2 septembre 1940 sous le nom de Sous-marin No. 143. Il a été lancé sous le nom de I-45 le 24 septembre 1941. Le 1er novembre 1941, il est renommé I-33. Le 1er novembre 1941, il est renommé I-35 et a été achevé et mis en service le 31 août 1942.

## Description
Le I-35, pesant près de 2 600 tonnes en surface, était capable de plonger à 100 m, puis de se déplacer à une vitesse maximale de 8 nœuds, avec une autonomie de 96 milles nautiques à une vitesse réduite de 3 nœuds. En surface, sa portée était de 14 000 milles nautiques, développant une vitesse maximale de 23,6 nœuds. Il transportait un hydravion de reconnaissance biplace Yokosuka E14Y (connu des Alliés sous le nom de Glen), stocké dans un hangar hydrodynamique à la base de la tour de navigation (kiosque).

## Histoire de service
Le I-35 est mis en service le 31 août 1942, enregistré dans le district naval de Kure et affecté à la flottille sous-marine de Kure, activée ce jour-là, avec le I-35. Le I-35 est désigné comme le vaisseau amiral de l'escadron de sous-marin de Kure, du contre-amiral (plus tard vice-amiral), du marquis Tadashige Daigo. Le I-34 l'a remplacé comme vaisseau amiral le 4 septembre 1942.
Du 14 au 21 septembre 1942, les I-34 et I-35 ont effectué des travaux d'entretien à Harima Nada en mer intérieure de Seto, au cours desquels un hydravion à flotteurs Yokosuka E14Y1 (nom de code allié "Glen") affecté au I-35 a été endommagé de façon irréparable lors d'exercices de lancement et de récupération le 19 septembre 1942. Les deux sous-marins ont quitté Harima Nada le 21 septembre et sont revenus à Kure le 23 septembre 1942. Le 6 octobre 1942, le I-35 reprit la mer en compagnie du I-34 et du navire-dépôt Santos Maru pour effectuer des exercices communs sur le Suo Nada et le Iyo Nada en mer intérieure de Seto, et revint à Kure le 13 octobre 1942. Le 18 octobre 1942, il effectua des exercices d'attaque aux torpilles contre une cible mobile et des exercices de ravitaillement en carburant avec le Santos Maru. Il fit de nouveau route de Kure le 19 octobre 1942 avec le I-34 et le Santos Maru pour des exercices conjoints dans le Iyo Nada et le détroit de Bungo, et revint à Kure le 28 octobre 1942.

### Campagne des îles Aléoutiennes
Le 15 novembre 1942, les I-34 et I-35 furent réaffectés à la Force du nord de la 5e Flotte pour servir dans la campagne des îles Aléoutiennes. Ils quittèrent Kure en compagnie le 28 novembre 1942 à destination de Ōminato dans le nord de Honshu, où ils arrivèrent le 1er décembre 1942. Le 2 décembre 1942, le I-35 reprit la route pour transporter des fournitures à la garnison japonaise de Kiska dans les îles Aléoutiennes. Arrivée sur place le 8 décembre 1942, il déchargea sa cargaison et reprit la mer le même jour pour patrouiller dans une zone de l'océan Pacifique Nord située à 20 milles nautiques (37 km) au sud d'Amukta. Il termina sa patrouille le 14 décembre et arriva à Paramushir dans les îles Kouriles le 20 décembre 1942.
Le 25 décembre 1942, le I-35 partit de Paramushir pour une nouvelle traversée de ravitaillement vers Kiska, y faisant brièvement escale le 31 décembre 1942 pour décharger sa cargaison avant de se rendre dans une zone de patrouille dans la mer de Béring au nord-est de l'île Adak. Le 7 janvier 1943, il reçut l'ordre de se dérouter vers une zone de la mer de Béring au nord-est d'Attu pour y rechercher des croiseurs américains que les forces japonaises y avaient aperçus. Le 10 janvier 1943, il se rendit dans une zone de patrouille dans le Pacifique Nord au sud de Kiska. Il se rendit à Kiska du 17 au 18 janvier, puis reprit la route pour patrouiller dans le Pacifique Nord au sud de Kiska et d'Amchitka. Le 23 janvier 1943, le croiseur léger Kiso et le destroyer Wakaba ont traversé sa patrouille en direction de Kiska en transportant du ravitaillement et ont aperçu ce qu'ils croyaient être un sous-marin américain. Ils ont alors craint que leur mission de ravitaillement ne soit compromise et ont décidé de l'interrompre et de rentrer à la base, ne réalisant que plus tard que le sous-marin qu'ils avaient aperçu était probablement le I-35. Le 30 janvier 1943, le I-35 se rendit dans une nouvelle zone de patrouille au nord du port de Constantine, à Amchitka, et le 14 février 1943, il se rendit à Kiska pour y embarquer un officier d'état-major de la Force de défense de la mer du Nord et le transporter à Attu.
Le 27 mars 1943, le I-35 quitta Yokosuka. Il arriva à Paramushir le 1er avril 1943 et fut réaffecté ce jour-là à la 15e division sous-marine de la Force du Nord. Elle partit de Paramushir le 3 avril 1943 pour sa troisième traversée d'approvisionnement vers Kiska, qu'il visita le 8 avril pour décharger quatre tonnes de marchandises et débarquer des officiers d'état-major de la 51e Force de base. Il quitta Kiska le même jour et atteignit Paramushir le 13 avril 1943.
Le I-35 quitta Paramushir le 16 avril 1943 pour effectuer son premier ravitaillement à Attu, où il livra des vivres et des munitions et débarqua plusieurs officiers d'état-major de l'armée impériale japonaise le 20 avril 1943 avant de reprendre la route le même jour pour retourner à Paramushir, qu'il atteignit le 24 avril 1943. Il reprit la mer le 27 avril 1943 pour sa quatrième traversée de ravitaillement jusqu'à Kiska, où il déchargea sa cargaison le 1er mai 1943, avant de retourner à Paramushir le 5 mai 1943.
La bataille d'Attu a commencé lorsque les forces américaines ont débarqué sur Attu le 11 mai 1943, et que le I-35 s'est mis en route pour la région d'Attu. Le 13 mai 1943, le destroyer USS Phelps, en filtrant le cuirassé USS Pennsylvania au large d'Attu, a détecté au sonar un sous-marin stationnaire. Alors que le Phelps était sur le point d'attaquer, le sous-marin changea soudainement de vitesse et de cap, apparemment pour tenter des manœuvres d'évitement. Le Phelps lâcha deux grenades sous-marines, puis perdit le contact. Il reprit le contact à 15h30 et lâcha cinq grenades sous-marines de 272 kg et quatre de 136 kg. À proximité, le mouilleur de mines léger USS Pruitt a confirmé que le Phelps avait touché le sous-marin et a signalé qu'un baril de métal et une petite nappe de gazole étaient remontés à la surface. L'identité du sous-marin attaqué par le Phelps n'est pas connue, mais il s'agissait probablement du I-34 ou du I-35, qui se trouvaient tous deux dans la zone à ce moment-là. Une charge sous-marine a probablement fait tomber le fût métallique du pont du sous-marin, mais aucun sous-marin japonais n'a été coulé au cours de l'action.
Dans le brouillard du matin du 15 mai 1943, le I-35 aperçut le Pennsylvania en attente alors que le transport d'attaque USS J. Franklin Bell déchargeait de la baie de Holtz sur Attu. Le I-35 tira des torpilles sur ce qu'il identifia comme un croiseur léger et entendit deux explosions. À 11h40, quatre torpilles passèrent derrière le Pennsylvania et de chaque côté du J. Franklin Bell. Deux destroyers contre-attaquèrent, larguant 58 grenades sous-marines et infligeant de graves dommages au I-35. Le I-35 fit escale à Paramushir du 19 au 27 mai 1943, puis se dirigea vers Kure, qu'il atteignit à 17 heures le 2 juin 1943. Il se rendit ensuite à Kobe où les réparations de ses dégâts commencèrent le 17 juin 1943.

### Opérations ultérieures
Une fois ses réparations terminées, le I-35 quitta Kure à la mi-septembre 1943 et arriva à Truk le 18 septembre. Le 11 octobre 1943, il partit de Truk pour une patrouille de guerre dans la région de l'atoll de Wake et d'Hawaii, et le 16 octobre 1943, alors qu'il était en mer, il fut réaffecté au groupe de sous-marins A. Le 17 octobre 1943, à 00h32, le sous-marin USS Nautilus, qui faisait route vers Pearl Harbor, Hawaï, après avoir effectué une reconnaissance de l'île Makin dans les îles Gilbert, aperçut la tour de contrôle d'un sous-marin qui ressemblait, aux yeux de son commandant, à celle d'un sous-marin américain de nouvelle construction, mais il reçut plus tard l'information qu'il avait vu un sous-marin japonais, qui était peut-être le I-35.
Après avoir patrouillé près de l'atoll de Wake, le I-35 reçut l'ordre, le 23 octobre 1943, de se rendre dans la région d'Hawaii. Le 19 novembre 1943, il se trouvait à 300 milles marins (560 km) au sud-ouest des îles Hawaii lorsqu'il fut informé que le groupe de sous-marins A avait été réactivé et reçut l'ordre de se rendre à Tarawa dans les îles Gilbert avec les sous-marins I-19, I-39, I-169 et I-175 Le 20 novembre 1943, la campagne des îles Gilbert et Marshall commença avec l'invasion américaine de Tarawa et de Makin. Le 21 novembre 1943, le I-35 signala la présence d'une force opérationnelle (task force) de la marine américaine, probablement le Task Group 53.6, composé des porte-avions d'escorte USS Sangamon, USS Suwanee et USS Chenango et des destroyers qui les escortaient - à 70 milles nautiques (130 km) au sud-ouest de Tarawa. Les Japonais n'en entendirent plus jamais parler et déclarèrent sa disparition ce jour-là.

### Naufrage
Le 23 novembre 1943, le I-35 plongea au large de l'atoll de Tarawa lorsqu'un avion l'attaqua avec des bombes à 5h20. Intact, il se dirigea vers l'est. Il se trouvait à l'ouest de Betio cet après-midi-là lorsque le destroyer USS Meade détecta le bruit de ses hélices. Le destroyer USS Frazier rejoignit le Meade, et entre 15h30 et 17h38, les deux destroyers attaquèrent le I-35 avec des grenades sous-marines à cinq reprises. Après la cinquième attaque du Meade, le I-35, qui avait subi de lourds dommages et fuyait en plusieurs endroits, a été forcé de faire surface et d'engager les destroyers avec des tirs d'artillerie. Les deux destroyers ont ouvert le feu sur lui avec des canons de 5 pouces (127 mm) et de 40 millimètres. À 17h51, le Frazier a éperonné le I-35 sur son coté bâbord à l'arrière de sa tour de contrôle, endommageant gravement sa propre proue mais rompant la coque pressurisée du I-35. Après que le Frazier ait reculé, le I-35 a coulé par l'arrière à la position géographique de 1° 22′ N, 172° 47′ E avec la perte de 92 membres d'équipage.
Les destroyers ont lancé des bateaux qui ont trouvé quatre survivants du I-35 dans l'eau, dont l'un a ouvert le feu sur l'équipage d'un bateau qui approchait, qui a riposté et l'a tué, mais les bateaux ont sauvé les trois autres. Les trois survivants ont déclaré qu'ils croyaient que le I-35 avait été au combat avec deux croiseurs, que les croiseurs avaient lancé deux hydravions à flotteurs, et que les hydravions à flotteurs avaient bombardé le sous-marin, une bombe ayant frappé la boîte à munitions de son canon de pont de 140 millimètres.
Le 10 janvier 1944, la marine impériale japonaise - ignorant que les destroyers avaient sauvé trois survivants - a déclaré que le I-35 était présumé perdu avec tout son équipage dans la région des îles Gilbert.